# 예지 스투흐르
예지 오스카르 스투흐르(폴란드어: Jerzy Oskar Stuhr, 폴란드어 발음: [jɛʐɨ ˈʂtur], 1947년 4월 18일~2024년 7월 9일)는 폴란드의 배우이자 영화 감독이다.

## 출연 작품
- 마이 이탈리아(2016)
- 우리에겐 교황이 있다(2011)
- 더 메이킹 오브 파트(2006)
- 악어(2006)
- 반갑지 않은 사람(2005)
- 쇼(2003)
- 빅 애니멀(2000)
- 세 가지 색 : 화이트(1994)
- 데자 뷰(영어판)(1990)
- 십계(1988)
- 킹 사이즈(1988)
- 환상의 헐리웃(1987)
- 마리 부인의 정사(1987)
- 《우연한 기회》(1987)
- 가가 - 영웅에게 영광을(1986)
- 오-비, 오-바: 더 엔드 오브 시빌라이제이션(1984)
- 섹스미션(1984)
- 조용한 태양의 해(1984)
- 시골뜨기 배우(1980)
- 카메라 버프(1979)
- 상처(1976)
- 밤의 제3부분(1971)